# St. Jakob (Fuchsberg)

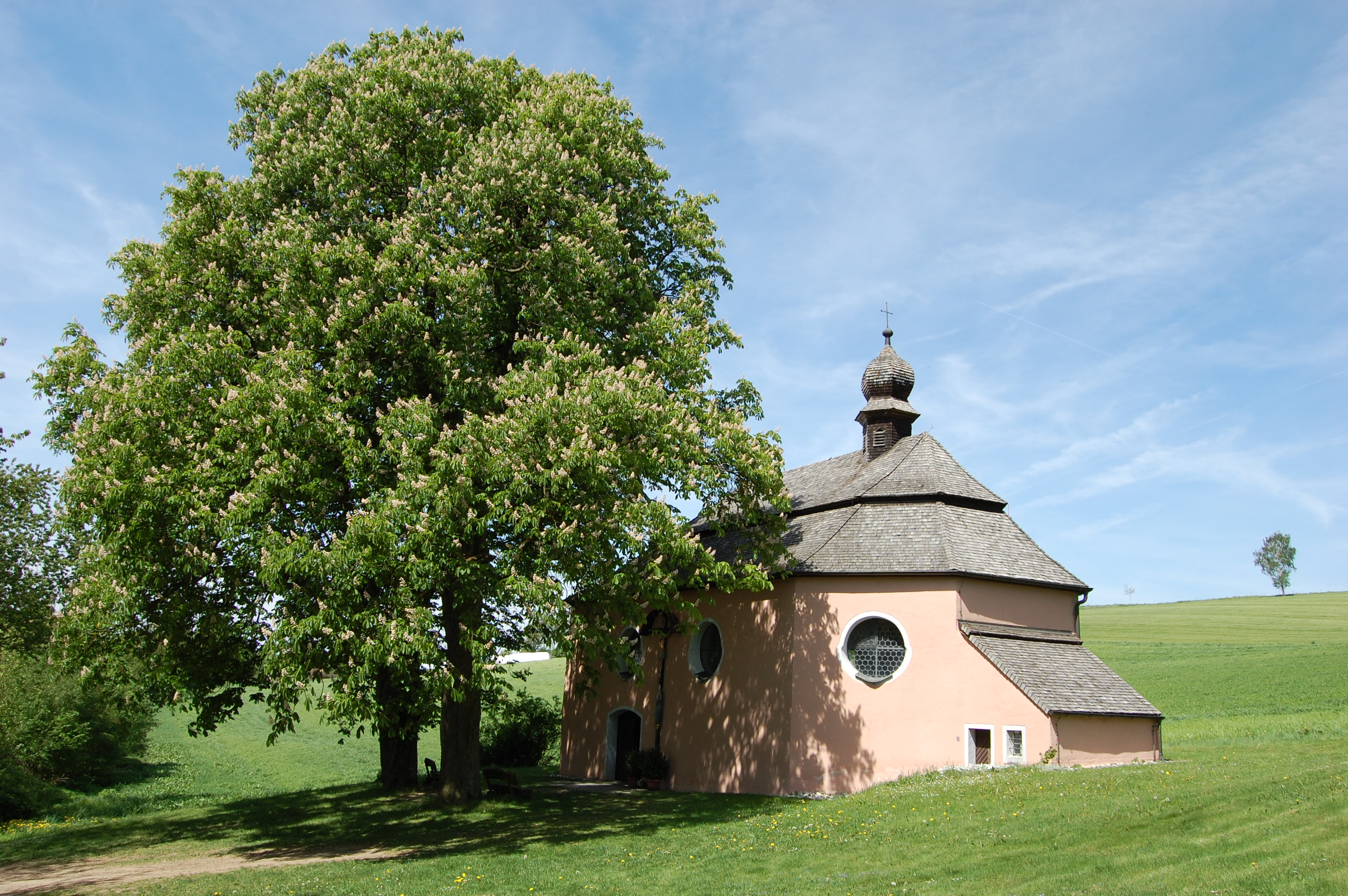
St. Jakob bei Fuchsberg (2011)

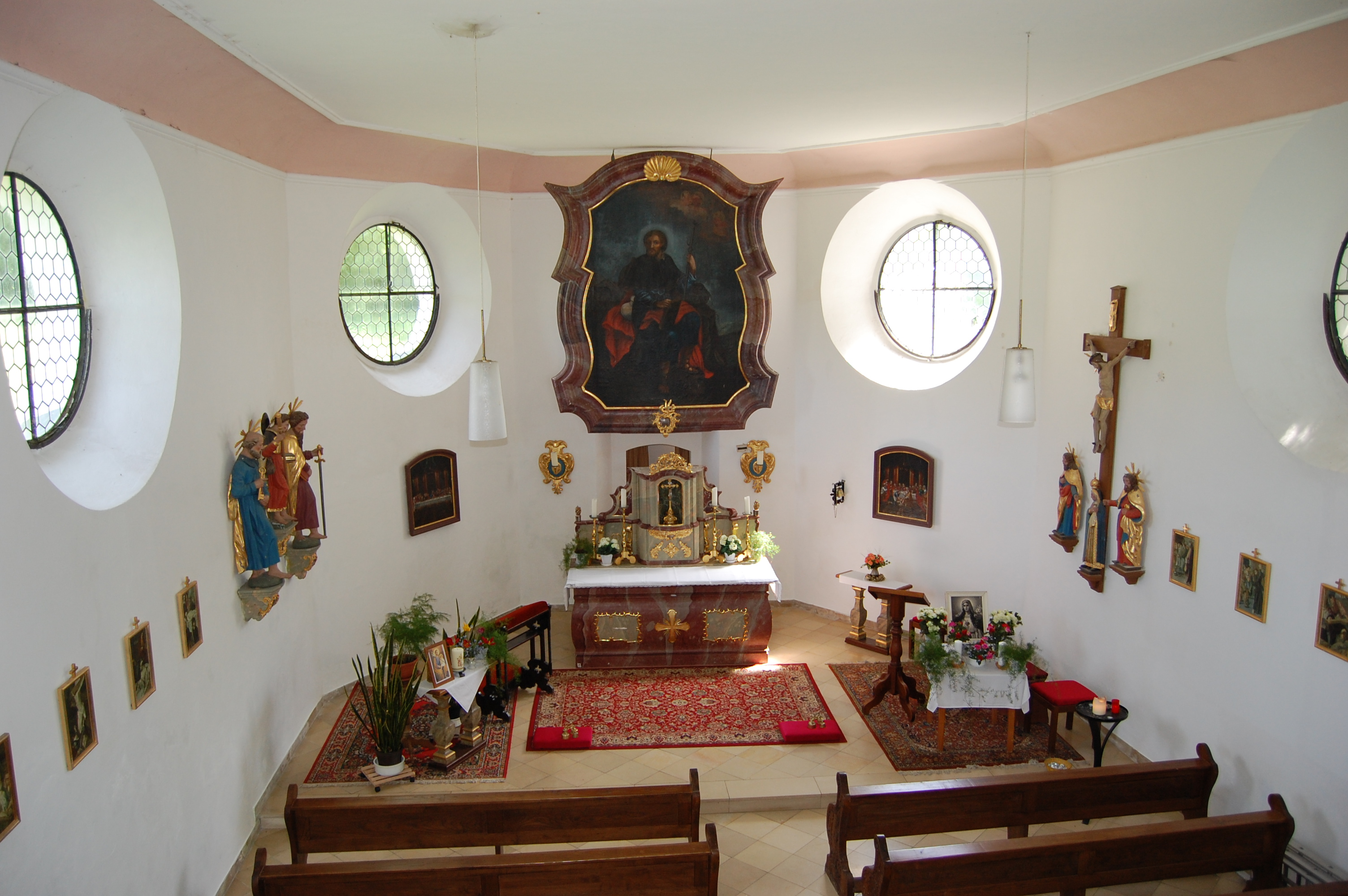
Innenansicht St. Jakob (2011)

St. Jakob ist eine Wallfahrtskirche in der katholischen Kirchengemeinde Teunz nahe der Ortschaft Fuchsberg im Nordosten des Oberpfälzer Landkreises Schwandorf. Sie gehört zum Dekanat Neunburg-Oberviechtach des Bistums Regensburg.

## Geographie
Die Wallfahrtskirche St. Jakob (auch Jakobikirche oder im Volksmund „da Jakowe“ genannt) liegt einen halben Kilometer östlich der Ortschaft Fuchsberg am Jakobsweg von Prag nach Nürnberg an der Weggabelung zur Hebermühle.

## Geschichte
Die genaue Entstehungsgeschichte der Kirche liegt im Dunkeln. Am heutigen Standort der Jakobikirche in Fuchsberg soll sich einst ein auf Holz gemaltes Bildnis des Heiligen Jakob befunden haben. Eine andere Quelle berichtet von einer Kirche, die zur Zeit der Reformation verfallen war.

### Bau der Kirche
Graf Carl Clement von Taufkirchen und seine Frau Eleonora, geborene von Kreuth, ließen das Gotteshaus wieder aufbauen. Am Gebäude befindet sich die Jahreszahl 1749 für den Wiederaufbau, an einer anderen Stelle die Jahreszahl 1766. Da Fuchsberg 1749 erstmalig in den Besitz der Grafen von Taufkirchen kam, scheint 1766 wahrscheinlicher. Hintergrund für die private Kirchenstiftung war ein Gelübde. Die Stifter baten den Heiligen Jakob, ihren Sohn, der an einem der vielen Türkenkriege teilnahm, vor Verwundung und Tod zu schützen. Als sich diese Bitte erfüllte, wurde St. Jakob (wieder)errichtet. Ein Bild auf der Empore zeigt den an der Seite des Taufkirchner Kavallerieoffiziers reitenden und ihn beschützenden Heiligen.

### Renovierungsmaßnahmen
Die Wallfahrtskirche St. Jakob wurde zwischen 1962 und 1991 insgesamt dreimal aufwändig renoviert, wobei das Mauerwerk saniert, das Kirchengestühl aus der Pfarrkirche Teunz eingebaut, das Dach mit Lärchenschindeln eingedeckt und der Dachreiter mit der Glocke umgesetzt wurde.

## Ausstattung
Rund 80 Sitzplätze befinden sich im Innenraum des Gotteshauses. Das Altarbild zeigt den Heiligen Jakob mit Muschel und Wanderstab. Figuren des Heiligen Petrus, des Heiligen Jakobus der Ältere und des Heiligen Paulus befinden sich links neben dem Altar, rechts ist eine Kreuzigungsgruppe angebracht. Die Empore ist mit Gemälden verziert, die den Heiligen Jakob zeigen. An der Rückwand unter der Empore befinden sich mehrere Votivtafeln, von denen zwei „die Abbildung des Schlosses Fuchsberg von 1796“ und die Burgruine Wildstein zeigen.

## Tourismus
Vom in nördlicher Richtung einen Kilometer entfernten Burkhardsberg kommt der Fränkische Jakobsweg, der mit einer weißen Muschel auf hellblauem Grund markiert ist. Nächste Station ist das einen Kilometer nordöstlich der Jakobskirche liegende Fuchsberg.

## Bildergalerie

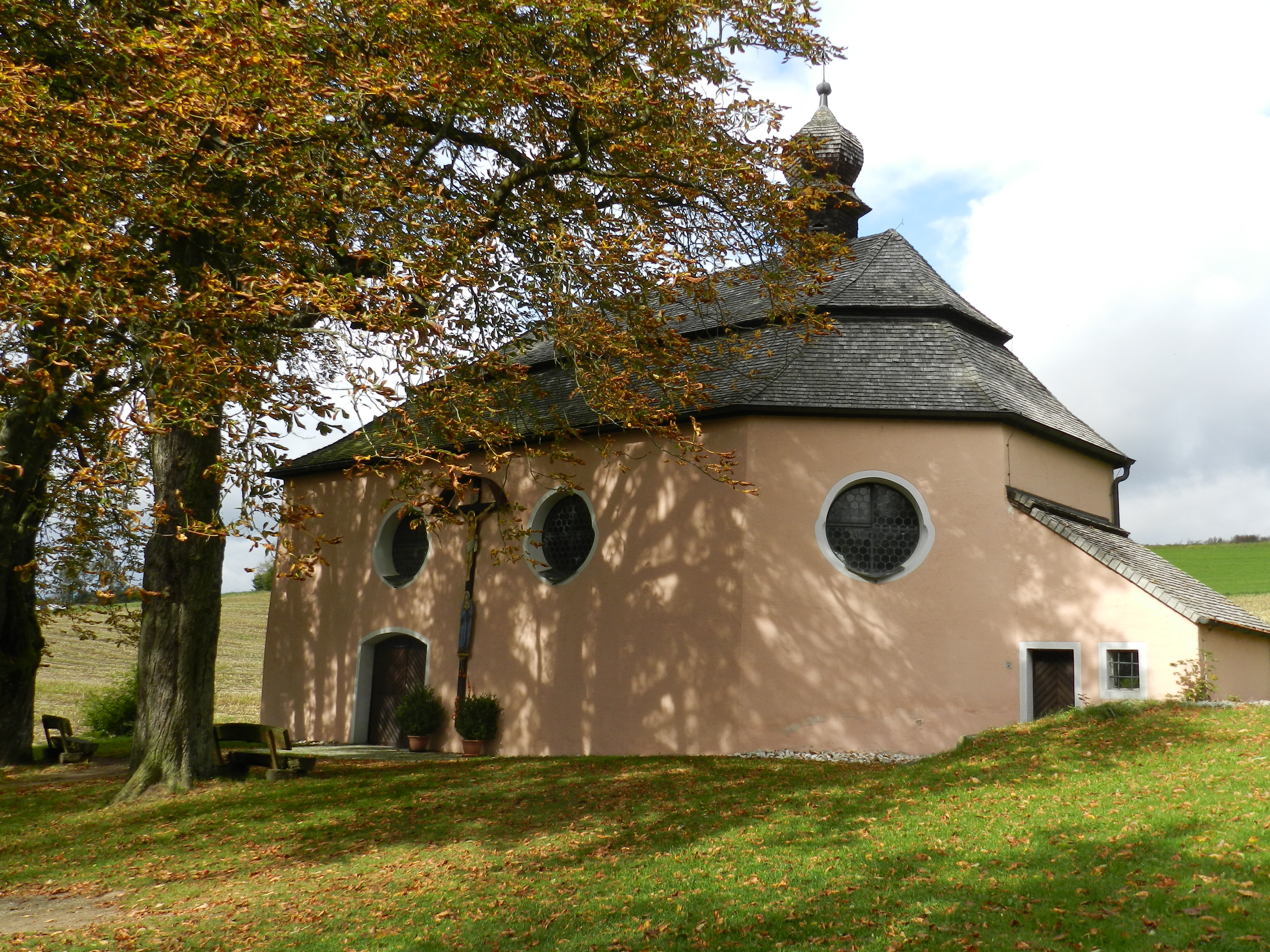
Jakobikirche (2011)
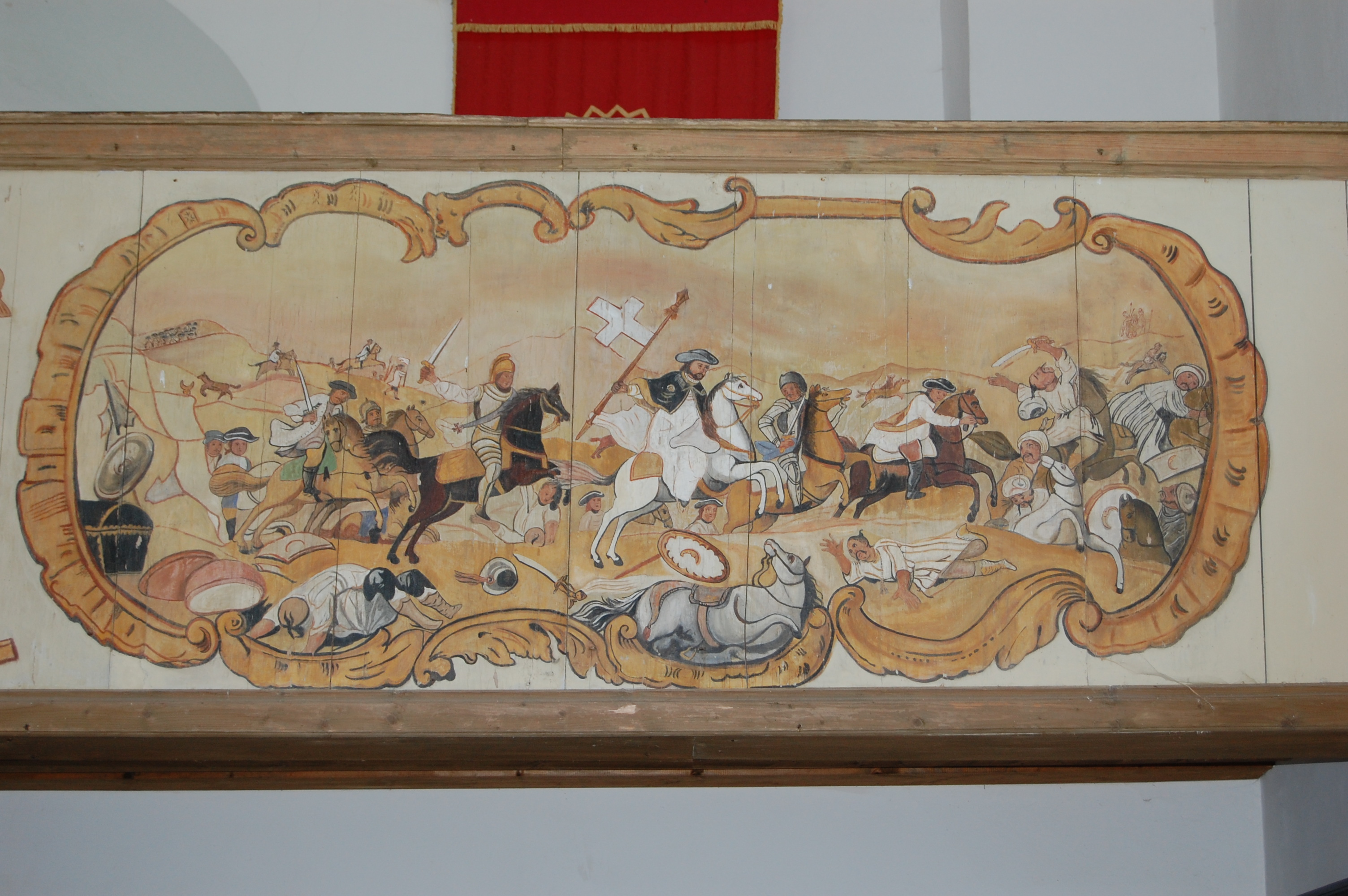
Gemälde an der Empore
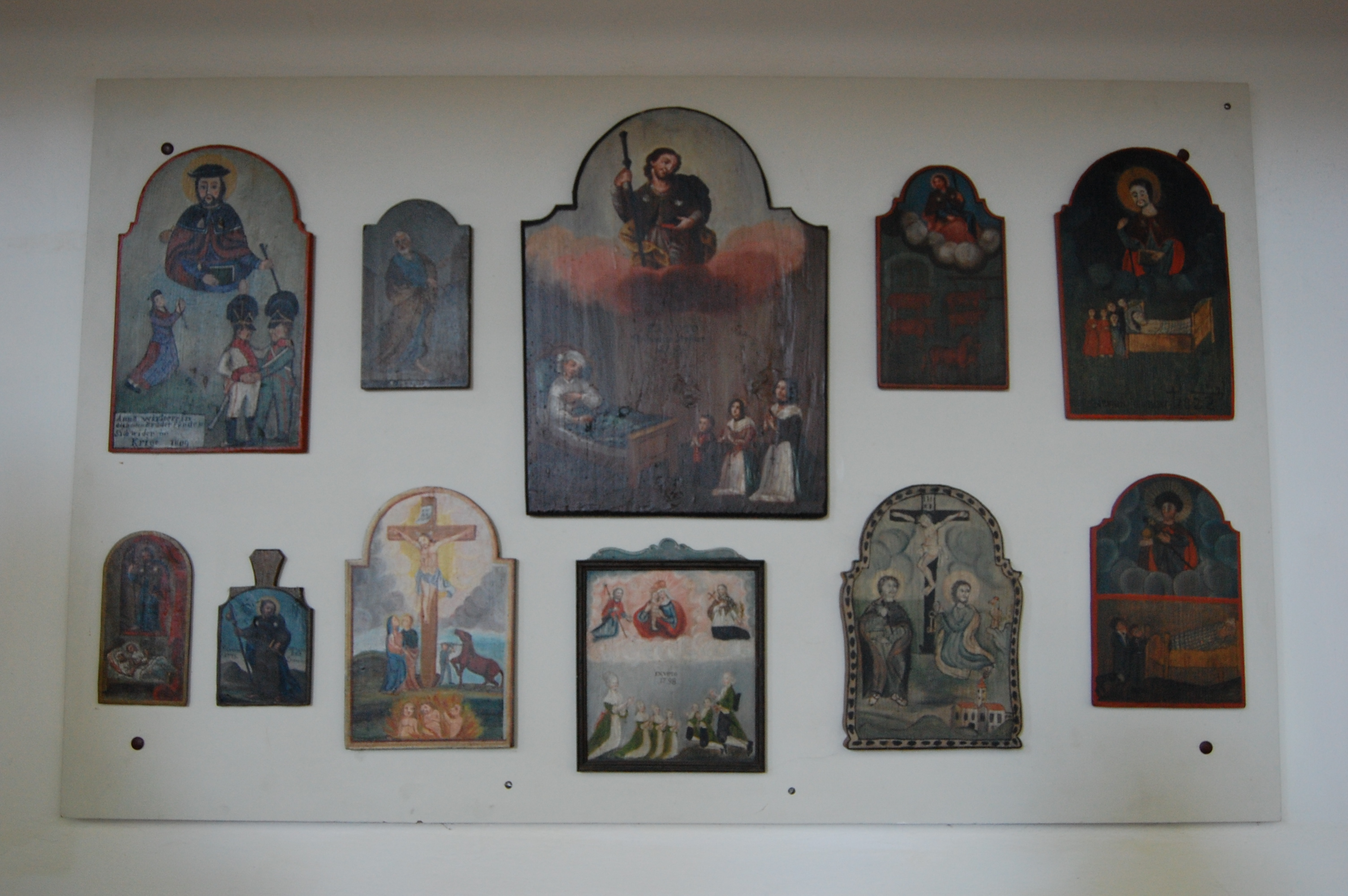
Votivtafeln
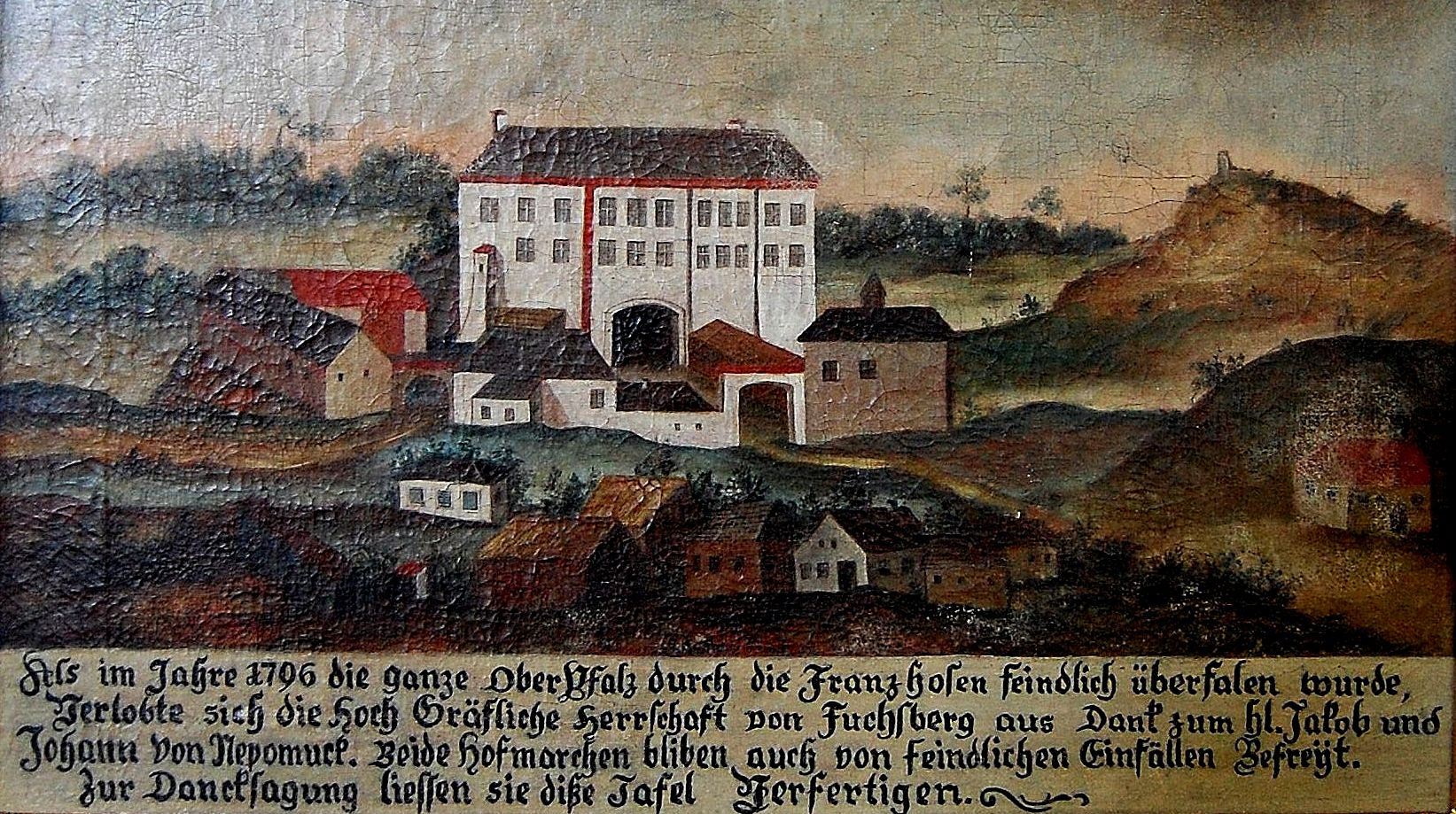
Schloss Fuchsberg (1796)